# Paréage
Nella Francia medievale il paréage o pariage era un contratto di diritto feudale d'associazione tra due o più signori, che conferiva loro uguali diritti e indivisa proprietà sulla stessa terra, riconoscendone la sovranità congiunta su un piano di parità. La parola deriva dal francese pair e dal latino pariagium. Il paréage poteva essere firmato da due governanti secolari o, più generalmente, da un governante secolare e da uno ecclesiastico, come nel caso del più noto, il paréage di Andorra del 1278. Il termine paréage poteva anche indicare, su scala familiare, l'equa divisione di un'eredità tra i figli.
I contratti di paréage erano molto numerosi nelle regioni dove i diritti locali erano fortemente tutelati, come la Linguadoca e la Catalogna, e dove nella maggior parte dei casi erano coinvolti interessi laici e clericali.
Per ripopolare terre disabitate e per colonizzare la selva boscosa del sud-ovest della Francia, tra il XIII e il XV secolo furono fondate quasi settecento città, chiamate bastide. Spesso, in questi casi, si ricorreva al paréage.

## Esempi
- Il primo paréage d'Andorra, firmato nel 1278 tra Pere d'Urtx, vescovo di Urgell, e Ruggero Bernardo III, conte di Foix, che stabiliva i rispettivi diritti e poteri sul territorio d'Andorra. Il conte e il vescovo dovevano ricevere le tasse ad anni alterni, nominare rappresentanti locali per amministrare la giustizia congiuntamente, e dovevano astenersi dal fare guerra all'interno di Andorra, dove tuttavia entrambi avrebbero potuto arruolare soldati[3].
- Il secondo paréage d'Andorra, firmato dagli stessi nel 1288.
- Il paréage firmato il 21 febbraio 1289 tra il re d'Inghilterra Edoardo I, duca d'Aquitania, e i monaci dell'abbazia di Arthous per fondare la bastide di Hastingues.
- Il paréage firmato nel 1305-1307 tra Jean de Comines, vescovo di Le Puy-en-Velay, e il re di Francia Filippo IV, che regolò le modalità della co-signoria sulla città di Le Puy-en-Velay.
- Il paréage firmato nel 1307 tra Guglielmo IV Durante, vescovo di Mende, e il re di Francia Filippo IV (paréage chiamato Feuda Gabalorum), in base al quale il Gévaudan veniva diviso in tre: la terra del re, la terra del vescovo e la terra comune posta sotto la giurisdizione di una corte il cui personale giudiziario veniva nominato in accordo tra il re e il vescovo. Rimase in vigore fino al 1789[4].
- Il paréage firmato nel 1308 tra il re di Francia Filippo IV e Bernard Saisset, vescovo di Pamiers, che diede vita al villaggio di Villeneuve-du-Paréage nell'Ariège.
- Il paréage concluso nel 1390 tra il re di Francia Carlo VI e il signore di Mirepoix per la signoria di Mirepoix.
- Il paréage della Doppia Signoria di Maastricht tra il vescovo di Liegi e il duca di Brabante, a far data dal 1204. La signoria divenne un condominium dal 1632, quando gli Stati Generali della Repubblica delle Sette Province Unite, resisi indipendenti, riconquistarono il controllo del Brabante.